# Copa Sudamericana de Rugby League 2018
La Copa Sudamericana de Rugby League de 2018 fue la primera edición del torneo de rugby league de 3 selecciones sudamericanas.
Es el tercer torneo Latinoamericano disputado, siendo el Sudamericano de Rugby League 2016 el primero.
Se disputó en la localidad de São Paulo, Brasil, durante el mes de noviembre.

## Equipos participantes
- Argentina
- Brasil
- Colombia

## Copa Sudamericana 2018
| Pos. | Equipo    | Encuentros | Encuentros | Encuentros | Encuentros | Tantos  | Tantos    | Tantos     | Puntos |
| Pos. | Equipo    | jugados    | ganados    | empatados  | perdidos   | a favor | en contra | diferencia | Puntos |
| ---- | --------- | ---------- | ---------- | ---------- | ---------- | ------- | --------- | ---------- | ------ |
| 1    | Brasil    | 2          | 2          | 0          | 0          | 76      | 32        | + 44       | 4      |
| 2    | Argentina | 2          | 1          | 0          | 1          | 48      | 38        | + 10       | 2      |
| 3    | Colombia  | 2          | 0          | 0          | 2          | 28      | 82        | - 54       | 0      |

| 23 de noviembre | Brasil | 54 - 12 | Colombia | São Paulo, Brasil |  |

| 24 de noviembre | Colombia | 16 - 28 | Argentina | São Paulo, Brasil |  |

| 25 de noviembre | Brasil | 22 - 20 | Argentina | São Paulo, Brasil |  |

| Bandera de Brasil |
| Campeón Brasil    |
| Primer título     |

## Copa Sudamericana Femenina 2018
| 25 de noviembre | Brasil | 44 - 0 | Argentina | São Paulo, Brasil |  |

| Bandera de Brasil |
| Campeón Brasil    |
| Primer título     |

## Otros torneos

### Copa de Plata Sudamericana 2018
| 25 de noviembre | Brasil "B" | 38 - 0 | Argentina"B" | São Paulo, Brasil |  |

### Copa Sudamericana M17 2018
| 24 de noviembre | Brasil M17 | 32 - 4 | Argentina M17 | São Paulo, Brasil |  |